# Enayat al-Zayyat
Enayat al-Zayyat (en arabe : عنايات الزيات ), née le 23 mars 1936, morte le 5 janvier 1963, est une romancière égyptienne. Elle a écrit un seul roman qui a impressionné de nombreux critiques et écrivains, Amour et silence (al-Ḥubb wa-al-ṣamt) (1967).
Elle se suicide en 1963, avant la publication de ce roman. Elle a fait l’objet d’un ouvrage d’Iman Mersal, publié au Caire en 2019, Sur les traces d’Enayat Zayyat. Cet ouvrage s’est vu décerner le Prix du livre Cheikh Zayed.

## Biographie
Née en mars 1936 au Caire, issue d'une famille importante et fortunée, elle est scolarisée dans une école privée allemande. Elle reçoit une éducation en allemand et apprend l'arabe comme une langue étrangère. C’est sur les bancs de cette école qu’elle fait la connaissance de l’actrice Nadia Lutfi, alors une jeune fille dénommée Paula Mohamed Shafiq, qui témoigne ultérieurement sur elle dans un article publié le 16 mai 1967 dans le magazine égyptien Al-Musawar, intitulée Nadia Lutfi raconte le secret du suicide d'al-Zayyat. Elle quitte son parcours scolaire en 1955 et se marie en 1956. Ayant des problèmes dans sa vie conjugale, marquée par des violences, elle divorce et se bat pour obtenir la charge son fils. Après son divorce, vivant désormais chez ses parents avec son fils, Enayat al-Zayyat, dépressive, est confrontée à une vie difficile et regrette de ne pas avoir terminé ses études. Elle écrit, en langue arabe un roman, L'Amour et le Silence, mais ne parvient pas à trouver un éditeur. Elle se suicide à 27 ans, le 5 janvier 1963.

## Postérité
Son roman unique est finalement publié en 1967, et est remarqué,,.
La reconstitution de sa brève existence a fait également l’objet d’un ouvrage d’Iman Mersal, publié au Caire en 2019 et en France en 2021, Sur les traces d’Enayat Zayyat,,. Cet ouvrage d’Iman Mersal se voit décerner le Prix du livre Cheikh Zayed.